# Tyjae Spears
Tyjae Armon Spears (Hammond, 15 giugno 2001) è un giocatore di football americano statunitense che milita nel ruolo di running back per i Tennessee Titans della National Football League (NFL).

## Carriera

### Tennessee Titans
Al college Spears giocò a football a Tulane, venendo premiato come giocatore offensivo dell'anno della American Athletic Conference nel 2022. Fu scelto nel corso del terzo giro (81º assoluto) del Draft NFL 2023 dai Tennessee Titans. Debuttò come professionista subentrando nella gara del primo turno vinta contro i New Orleans Saints correndo quattro volte per 27 yard. Nel quinto turno segnò il suo primo touchdown su corsa contro gli Indianapolis Colts. La sua stagione da rookie si chiuse con 453 yard corse, 2 touchdown su corsa e uno su ricezione disputando tutte le 17 partite, di cui una come titolare.